# Viktor Klonaridis
Viktor Klonaridis (Seraing, 28 de julho de 1992) é um futebolista profissional grego que atua como meia-atacante.

## Carreira

### AEK Atenas
Viktor Klonaridis se profissionalizou no AEK Atenas, em 2010, e atuou até 2012.

### Retorno ao AEK Atenas
Viktor Klonaridis se transferiu para o AEK Atenas, em 2017.

## Títulos
AEK Atenas
- Superliga Grega: 2017–18